# Olbia (colonie pontică)
Olbia (în greacă veche Ὀλβία Ποντική) a fost o colonie grecească de la Marea Neagră, aflată la gurile râului Hypanis. Orașul a fost înființat în sec. VII î.Hr. de către coloniștii din Millet.
Pe timpul lui Burebista era inclusă în regatul dac. A fost abandonată din sec. IV d.Hr. când a fost arsă de cel puțin două ori în atacurile goților.
Ruinele cetății Olbia se găsesc în partea sudică a satului Parutine, comuna Parutine, raionul Oceac, regiunea Mikolaiiv din Ucraina.